# (466866) 2015 BV413
(466866) 2015 BV413 es un asteroide perteneciente al cinturón de asteroides, descubierto el 16 de febrero de 2010 por el equipo Spacewatch desde el Observatorio Nacional de Kitt Peak (Arizona, Estados Unidos).